# Цинандали (вино)
Цинандали (груз. წინანდალი) — сухое белое кахетинское вино. Изготавливается из винограда сортов ркацители и мцване (85 % к 15 % соответственно). Созревает и выявляет свои лучшие свойства после двух-трёхлетней выдержки. 
Место происхождения — деревня Цинандали в Алазанской долине, родовое имение князя Александра Чавчавадзе. Винодельческая база Цинандали включает в себя также деревни: Акура, Бушети, Ванта, Вардисубани, Гулгула, Икалто, Квемо-Ходашени, Кисисхеви, Кондоли, Курдгелаури, Насамхрали, Руиспири, Шалаури, расположенные на северо-восточных склонах хребта Коб-Гомбори, в предгорье и  низменности Алазани. 
Промышленные виноградники в основном расположены на высоте 300−750 метров над уровнем моря. Климат умеренно влажный, с жарким летом и мягкой зимой. Годовая продолжительность солнечного сияния превышает 2300 часов, хотя несколько раз в год бывает град. Качество виноматериала падает с увеличением высоты (на высоте 600−650 м — в пять раз). Средний урожай винограда сорта ркацители составляет 90−100 ц/га. Для производства высококачественного вина виноград должен быть собран в конце сентября.
«Цинандали» — одно из самых старых грузинских вин, известных по имени: промышленно производится с 1886 года. Как следует из названия вина, поначалу оно вырабатывалось только в родовом имении князя Чавчавадзе. В советское время считалось вином № 1, собрало 10 золотых и 9 серебряных медалей на международных выставках.
Может подаваться к закуске, к легким мясным и рыбным блюдам. Рекомендуется подавать охлажденным до 10−12°С.